# Sergio Battistini
Sergio Battistini (Massa, 7 de maio de 1963) é um ex-futebolista profissional italiano que atuava como defensor.

## Carreira
Sergio Battistini se profissionalizou no AC Milan.

## Seleção
Sergio Battistini integrou a Seleção Italiana de Futebol nos Jogos Olímpicos de 1984, de Los Angeles.